# Ксенофонт (Троепольский)
Архиепископ Ксенофонт (фамилия в миру Троепольский; 1760-е — 4 мая 1834) — епископ Русской православной церкви, архиепископ Подольский и Брацлавский, ранее — Владимирский и Суздальский.

## Биография
Окончил курс Севской духовной семинарии, служил там же преподавателем. Пострижен в монашество и вскоре назначен префектом Севской духовной семинарии.
6 июня 1796 года возведён в сан архимандрита Зеленецкого Троицкого монастыря и назначен законоучителем Морского шляхетского корпуса.
1 февраля 1798 года переведён настоятелем в Казанский Спасо-Преображенский монастырь и преподавателем Казанской духовной академии.
С 24 августа 1799 года — настоятель Свияжского Богородицкого монастыря и ректор Казанской духовной академии.
15 января 1800 года хиротонисан во епископа Свияжского, викария Казанской епархии, но уже 24 февраля того же года переведён правящим епископом во Владимир.
15 сентября 1801 года награждён орденом Святой Анны 1-й степени.
По воспоминаниям современников, епископ Ксенофонт был «высокого роста, осанистый, с длинною, тёмно-русой бородой, в служении он был величественен. Епископ пользовался особенным уважением и любовью своей паствы. С дворянством и купечеством преосвященный Ксенофонт был особенно общителен, к народу приветлив и внимателен…».
Характерной чертой его деятельности служит постоянная забота о духовном просвещении. Вскоре по вступлении на кафедру епископ Ксенофонт лично изложил метод преподавания в семинарии. Главное внимание уделялось ученическим сочинениям. Было сделано всё, чтобы способные воспитанники семинарии проявили во всей силе свою литературную деятельность. «Сочинения семинаристов — это была своего рода слабость Ксенофонта: лучшие из них он обязательно прочитывал сам и записывал в своей памятной книжке имена лучших сочинителей. Этой слабостью епископа и поспешили воспользоваться семинаристы: все, кто только имел хоть малейшую способность, принялись писать стихи и очень часто приветствовать ими Ксенофонта; он благосклонно выслушивал и тем или иным способом поощрял пииту, если последний того заслуживал». Епископ Ксенофонт запретил телесные наказания семинаристов. Предание говорит, что его так и называли многие — «радетель духовного просвещения». Один из самых известных его питомцев — архиепископ Аркадий (Фёдоров).
3 июня 1821 года переведён на Подольскую и Брацлавскую епархию с возведением в сан архиепископа.
24 января 1832 года ушёл на покой и жил в Коржевецком монастыре Подольской епархии.
Скончался 4 мая 1834 года.